# 켈리 스튜어트
켈레이 스튜어트(Kellee Stewart, 1976년 4월 15일 ~ )는 미국의 배우이다.
노리스타운에서 태어났다.

## 출연 작품

### 영화
- 헌터 개더러 (2016년)
- 싸이코포니아 (2015년)
- 핫 텁 타임머신 2 (2015년) - 코트니 역
- 핫 텁 타임머신 (2010년) - 코트니 역
- 게스 후? (2005년) - 케이샤 존스 역
- 크라이 퍼니 해피 (2003년) - 소피 역

### 텔레비전
- 마이 보이즈 (2006-10, My Boys)